# Братні народи
«Братні народи» або «братські народи» — концепція, російсько-радянська колоніальна міфологема, пропагандистський штамп, ідіома, ідеологема політико-ідеологічних процесів., насамперед Росії В Слов'янських країнах дана ідеологема базована на Панславізмі.

## Значення в різних країнах

### Україна

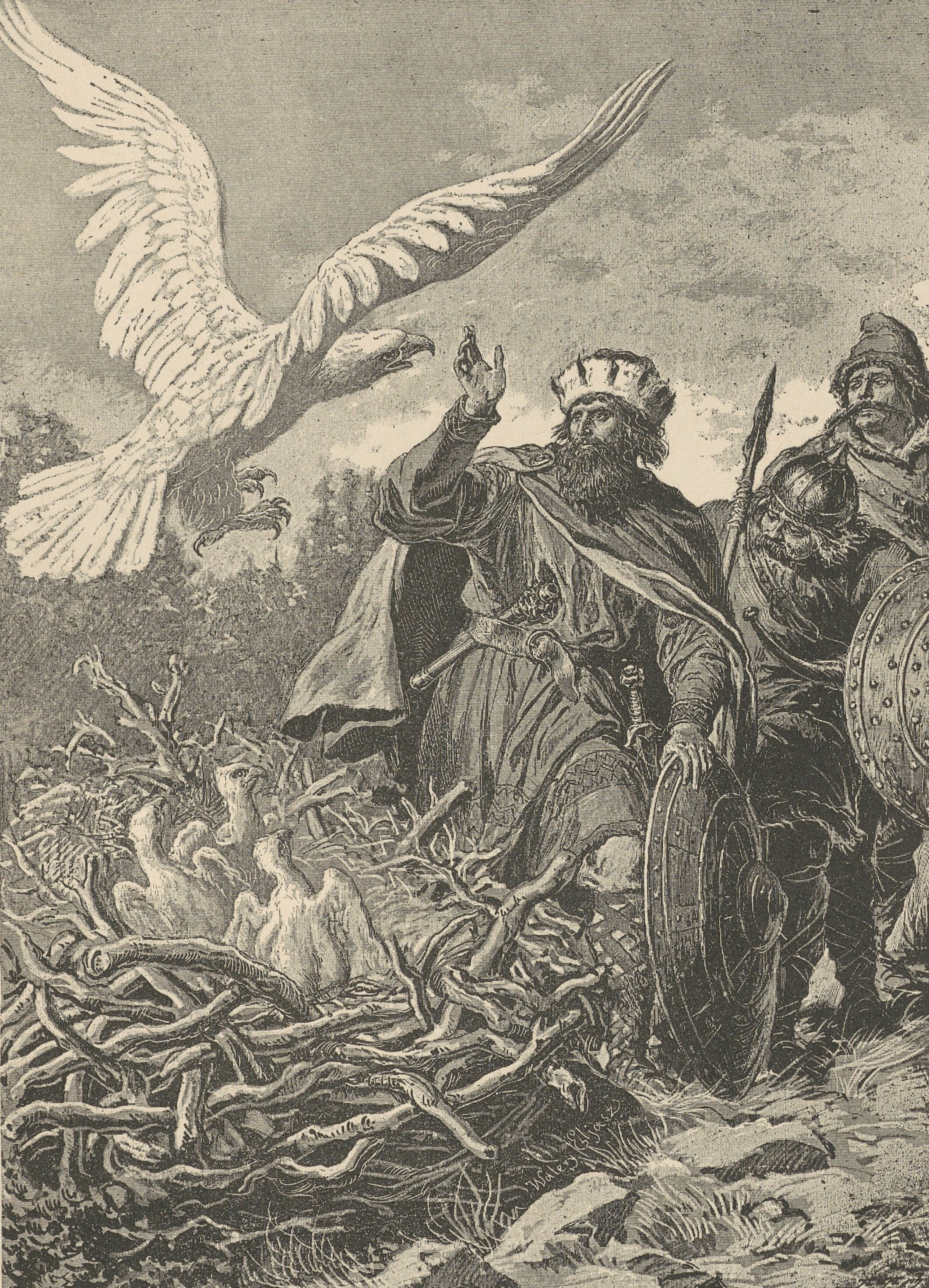
Чех, Лях, Рус з орлом

У часи Речі Посполитої у кінці XVI — початку XVII століть була популярна легенда про трьох мітичних братів Чеха, Ляха, Руса, що шукали собі землю, а знайшовши побудували три країни — Чехію, Лехію, Русію.
За спонсорування князів Острозьких ця легенда проникла в Україну. Свою генеалогію князі почали виводити його від князя Володимира, а згодом до родоначальника усіх Русів — ніколи не існувавшого «Руса». Дії князів створювали підмурок до впровадження терміну «Старожитний народ руський», який має свою окреслену територію. Таким чином Народи Речі Посполитої і Богемії почали розуміти свою історичну спільність.
У сучасній Україні вислів «братський народ» застосується на позначення поляків та інших слов'ян і передбачає сучасну українську версію Панславізму. Сучасна українська версія Панславізму у розумінні Українців передбачає єдність усіх братніх слов'янських народів в одній сім'ї Європейських Народів.

### Німеччина
Наприкінці XIX століття ідеологема «братський народ» застосовувалась німецькими військовими теоретиками стосовно австрійців в контексті протистояння Німеччини та Франції. Основним підгрунтям даної тези виступав Пангерманізм.

## Росія та СРСР
З концепцією «братніх народів» тісно пов'язана висунута марксистською класовою теорією концепція «братства народів» або «дружба народів».
Міфологема братерства російського та українського народів була однією з основоположних міфологем радянської пропаганди, яка прийшла на зміну концепції «триєдинства руского народа» — офіційної доктрини часів Російської імперії.
Ідея про братські народи з'явилась в часи пізнього сталінізму після Другої світової війни і остаточно утвердилася після «відзначення» 300-ліття Переяславської ради у 1954 році. Саме тоді виникла ця міфологема про російський народ як старший брат й український народ як молодший брат.

### Історичне підґрунтя
Штамп поширений у Росії (в різних формах її існування: Російська імперія, Російська РФСР, Російська Федерація), насамперед, стосовно українців та білорусів, а також стосовно болгар, поляків, сербів, іспанців, чехів та словаків тощо. При цьому визнання цих народів «братськими» відбувалась в час та як складова російської агресії проти цих або сусідніх народів, а саме визнання є інструментом укріплення русського миру та експансії російської мови.

### Болгарія
Експансія Російської імперії на Балканський півострів у другій половині XIX-го століття призвела до втягування декількох слов'янських народів, насамперед болгарського, який займав граничну з Російською імперією східну частину півострова, у коло «братських». Таку політику щодо болгар підкріплювали тим, що і росіяни, і болгари — православні, і навіть церковні книги в Росії і Болгарії написані тією самою церковно-слов'янською мовою.
Така політика продовжується і донині, причому — не завжди відкрито. Так, Президент Болгарії Росен Плевнелієв стверджує, що є багато ознак того, що Росія фінансує антиєвропейські партії та засоби масової інформації в Болгарії та інших країнах Європи, прагнучи таким чином підірвати ЄС зсередини та зберегти вплив Росії на Болгарію. При цьому російські фахівці вважають, що болгарські еліти постійно конфліктують із братніми почуттями між народами Болгарії та Росії, мотивуючи це позицією окремих болгарських рософільських об'єднань.

### Сербія
Серби виявились одним з перших народів, який, потрапивши до поля інтересів Російської імперії ще за часів Першої світової війни, був визнаний як «братній». В цей час імператорський посланник у російській імператорській Місії у Ніцці князь Григорій Трубецькой зазначав, що готовність підтримати братній народ в скрутну хвилину не тільки військовими засобами відповідало завданню Російської імперії щодо збереження завойованих в передвоєнні роки політичних позицій на Балканах, в першу чергу в Сербії і Чорногорії.

### Польща
В 1881 році, в часи активної русифікації Польщі російський історик та політик Микола Кареєв писав: «Невже не подамо братської руки братському народу, що втратив спокій розуму од страшної долі, яка спіткала його вітчизну» (рос. «Неужели не подадимъ братской руки братскому народу, потерявшему спокойствіе ума отъ страшной судьбы, постигшей его отчизну»).

### Чехословаччина
В 1968 році під час народних протестів у Чехословаччині Міністр оборони СРСР Андрій Гречко заявив щодо вторгнення радянських військ у Чехословаччина: «ми йдемо до наших братів допомогти їм у захисті соціалізму».

### Білорусь
Навесні 2017 року Голова Ради Федерації Федеральних Зборів Російської Федерації Валентина Матвієнко заявила: Білорусь — це братський народ, стратегічний партнер, з яким ми будуємо Союзну державу. При цьому білоруська сторона час від часу заявляє про неготовність йти на подальші поступки.

## Підґрунтя російської експансії щодо «братів»
Класик російської літератури Федір Достоєвський писав:
|  | рос. Какое тут может быть сравнение между русскими и славянами? И кто это будет устанавливать между ними равенство? ... Россия им неравна во всех отношениях - и каждому народцу порознь и всем им вместе взятым? |

І одночасно:
|  | рос. ... не будет у России, и никогда еще не было, таких ненавистников, завистников, клеветников и даже явных врагов, как все эти славянские племена, чуть только их Россия освободит, а Европа согласится признать их освобожденными! |